# Nahuel di Pierro
Nahuel Di Pierro (1984, Buenos Aires, Argentina) es un cantante argentino con registro de bajo lírico de actuación internacional.

## Biografía
Nahuel Di Pierro estudió en el Instituto Superior de Arte del Teatro Colón, perfeccionándose en el Atelier Lyrique de la Ópera de París.
Debutó en el Teatro Colón en La flauta mágica en el 2004 como Guardián del templo, en esa temporada cantó en Ubú rey, Dialogues des carmélites y Manon Lescaut. En el 2006 cantó en La bohème como Colline y Guglielmo en Cosi fan tutte. En el año 2014 regresó como Don Giovanni en el Teatro Avenida en la puesta de Marcelo Lombardero.
Debutó en la Royal Opera, Londres, como Colline en La bohème en 2012 y como  Masetto en Don Giovanni. Actúa regularmente en la Paris Opéra y en el Théâtre des Champs-Elysées.
En su repertorio los personajes de Neptuno (Idomeneo) Théâtre des Champs-Elysées, Lorenzo (I Capuleti e i Montecchi) Opera National de Paris, Achior (La Betulia liberata) Festival de Salzburgo, Léandre (L’Amour des trois oranges) De Nationale Opera Ámsterdam, Don Basilio (Il barbiere di Siviglia) Deutche Oper Berlin, Selim (Il turco in Italia) La Ópera de Angers-Nantes, Mustafà (L'italiana in Algeri) Teatro Colón, Assur (Semiramide) Opéra national de Lorraine y Ferrando (Il trovatore) Théâtre du Capitole Toulouse. 
En 2019 debutó en el Festival Rossini Pesaro con el rol de Assur en (Semiramide) y en L’Opéra Comique de Paris con el rol protagónico en (Ercole amante) de Francesco Cavalli. En 2022 debuta en Opera de Monte-Carlo con (Le Comte Ory) junto a Cecilia Bartoli, vuelve a cantar en Glyndebourne Festival el rol de Selim en (Il turco in italia) y a fin de ese mismo año hace su debut en el Bolshoi como Leporello en una nueva producción dirigido por Tugan Sokhiev.
En conciertos sinfónicos con la Orchestre national de France (Kurt Masur, James Conlon, Daniele Gatti), Orchestra Giovanile Luigi Cherubini (Riccardo Muti), Orchestre de Paris (Louis Langrée, Jérémie Rhorer, Bertrand De Billy), le Concert d’Astrée (Emmanuelle Haïm), Orchestre Révolutionnaire et Romantique (John Eliot Gardiner), Hallé Orchestra de Manchester (Mark Elder).
Cantó en el Teatro del Capitolio de Toulouse, Ópera Nacional de Lorena, Angers-Nantes Opéra, Salzburgo, Sarastro (Die Zauberflöte), Deutsche Oper Berlin, Festival de Glyndebourne, el Festival Rossini in Wildbad, Nancy, Festival d'Aix-en-Provence, Dessau (Sarastro, Die Zauberflöte), Luxemburgo (Selim), Santiago de Chile (Sarastro, Colline), Baden-Baden, Ginebra, Zúrich (Lord Sidney en Il Viaggio a Reims), The Cold Genius (King Arthur) Wigmore Hall de Londres.
Debutó en Nueva York en el Mostly Mozart Festival en 2016 en el Lincoln Center como Guglielmo (Cosi fan tutte) y en Chicago con Riccardo Muti como solista en la Misa de Schubert en el 2017

## Discografía
- 2007 Ludwig Wan Beethoven: Fidelio (Segundo Prisionero) Unitel Classica DVD
- 2007 Franco Alfano: Cyrano de Bergerac (Le Bret) Naxos Unitel Classica DVD/Bluray
- 2013 Gioacchino Rossini: Guillaume Tell (Mechtal/Walter) Naxos
- 2015 Jean Phillipe Rameau: Dardanus (Ismenor/Teucer) Harmonia mundi DVD
- 2017 Franz Schubert: Winterreise con Alphonse Cemin, piano B-Records
- 2018 Gioachino Rossini: Ricciardo e Zoraide (Ircano) Naxos
- 2018 German Cantatas: Biber / J.C. Bach / Pachelbel con Johannes Pramsohler (Violín) y Ensemble Diderot Audax Records
- 2019 Anclao en Paris: Tango, vals y Milonga con Rudi Flores, Ciro Pérez, Tomas Bordalejo y Diego Trosman Audax Records
- 2020 Wolfgang Amadeus Mozart  Betulia liberata: Teresa Iervolino, Pablo Bemsch, Sandrine Piau, Nahuel Di Pierro, Amanda Forsythe, Les Talens Lyriques, Christophe Rousset Aparte
- 2020 Francesco Cavalli Ercole amante: Nahuel Di Pierro, Giuseppina Bridelli, Francesca Aspromonte, Giulia Semenzato, Ensemble Pygmalion, Raphaël Pichon Naxos Dvd
- 2022 Wolfgang Amadeus Mozart Requiem K626: Golda Schultz, Katrin Wundsam, Martin Mitterrutzner, Nahuel Di Pierro, Orchestra and Chorus Teatro Regio di Torino, Stefano Montanari
- 2022 Jean Philippe Rameau Les Paladins: Sandrine Piau, Anne Catherine Gillet, Mathias Vidal, Florian Sempey, Nahuel Di Pierro, La Chapelle Harmonique, Vincent Tournet